# La Plana-Picamoixons–Barcelona-vasútvonal
A La Plana-Picamoixons–Barcelona-vasútvonal egy 96 km hosszúságú, egyvágányú, 3 kV egyenárammal villamosított 1668 mm nyomtávolságú vasútvonal La Plana-Picamoixons és Barcelona között Spanyolországban. Vonalszáma a 200-as (La Plana-Picamoixons–Barcelona) és 254-es (Aeroport–El Prat de Llobregat).
Tulajdonosa az ADIF, a járatokat az RENFE üzemelteti.

## Története
A vasútvonalat több lépésben adták át a forgalomnak. Az első szakasz 1881. december 29-én nyílt meg Barcelona és Vilanova i la Geltrú között.

## Forgalom
A vasútvonalon rendszeres elővárosi forgalom zajlik (Rodalies Barcelona), ezen felül pedig még a távolsági vonatok is erre közlekednek Valencia és Alicante felé. A vasútvonalból egy rövid kiágazás is épült a Josep Tarradellas Barcelona-El Prat repülőtér felé.

## Érdekességek
A vasútvonalon található Vilanova i la Geltrú állomástól nem messze található a Katalán vasúti múzeum is.